# Sexx Laws
Sexx Laws är en låt av Beck. Låten släpptes som singel och återfinns på albumet Midnite Vultures, släppt den 23 november 1999. 
Beck har spelat låten live över 200 gånger.
"Sexx Laws" finns med i den tecknade komediserien Futurama, i avsnittet "Bendin' in the Wind" från säsong 3. I avsnittet spelar Beck låten live med roboten Bender.